# Rhenen
Rhenen est une commune et un village des Pays-Bas, en province d'Utrecht.

## Histoire
La ville de Rhenen a reçu ses privilèges urbains probablement entre 1256 et 1258. En 1346, l'évêque d'Utrecht, Jean d'Arckel, ordonne la construction d'une enceinte défensive autour de la cité, qui avait de l'importance en raison de sa position stratégique proche de la frontière avec la Gueldre. Bien que pour une période la ville ait collecté des taxes sur le trafic fluvial du Rhin, elle n'a jamais eu de port. Les trois portes de la ville furent démolies en 1840. Quelques fragments de l'enceinte sont encore visibles.
La ville est connue pour l'église Sainte-Cunera (en), dont des segments remontent au XVe siècle. La présence de reliques de la sainte y attiraient de nombreux pèlerins. La légende raconte que Cunera de Rhenen est enterrée sur une colline proche, aujourd'hui appelée la tombe de Cunera (en néer. Cuneraheuvel). Le clocher de l'église a été élevé entre 1492 et 1531.
Vers 1630-1631, un palais fut construit à Rhenen pour Frédéric V du Palatinat par l'architecte Bartholomeus van Bassen. Ce palais d'été, appelé le Palais du Roi (en néer. Koningspaleis), fut démoli en 1812.
Durant la Seconde guerre mondiale, une partie du centre-ville, située près de la ligne de défense Grebbe (en néer. Grebbelinie) fut détruit lors de l'attaque allemande sur les Pays-Bas en mai 1940. Il fut reconstruit pendant le conflit. En 1945, la ville fut à nouveau endommagée lors de la libération du pays de l'occupation allemande.
Beaucoup de soldats, voire la totalité des soldats néerlandais qui furent tués par les Allemands à proximité de Rhenen reposent dans le Cimetière d'Honneur, Militair Ereveld Grebbeberg (nl), situé sur la route Grebbeweg (N225) presque au sommet du Grebbeberg. A cet endroit s'élève un monument mémoriel important où figure un poème de J.C. Bloem.

## Galerie

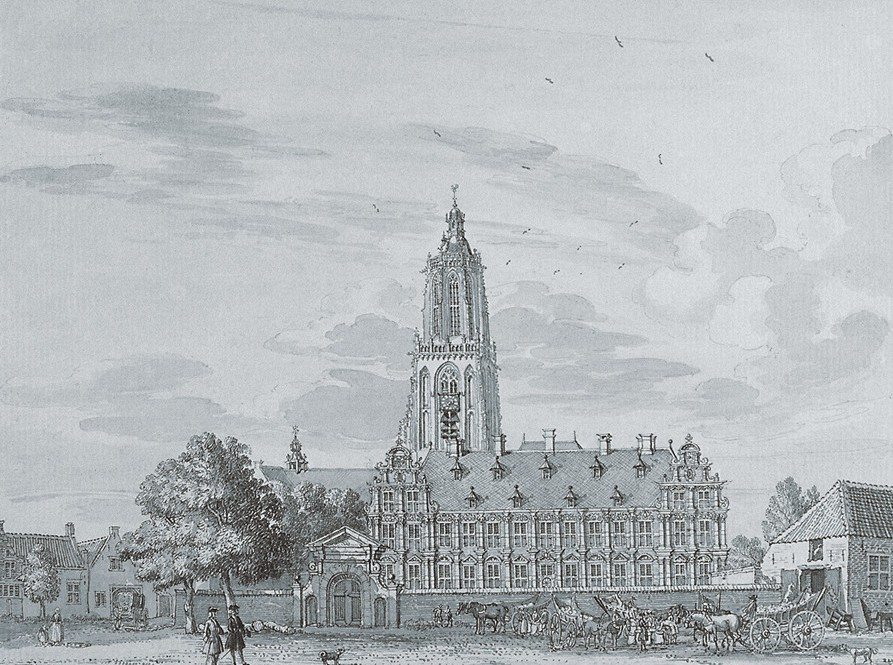
Le Palais du Roi (en néer. Koningspaleis) d'après Jan de Beijer vers 1745.
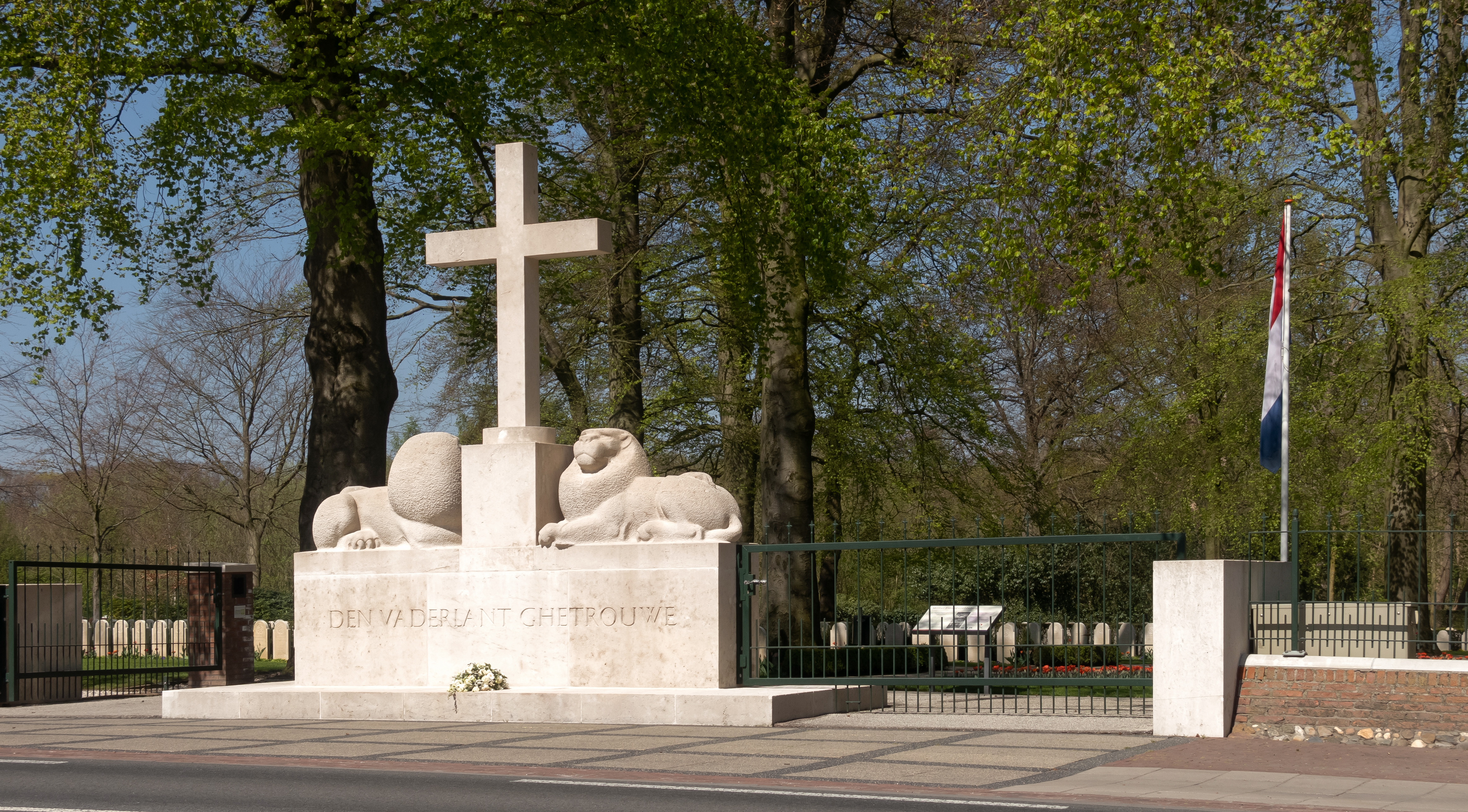
Rhenen, monument aux morts du Militair Ereveld Grebbeberg (nl).
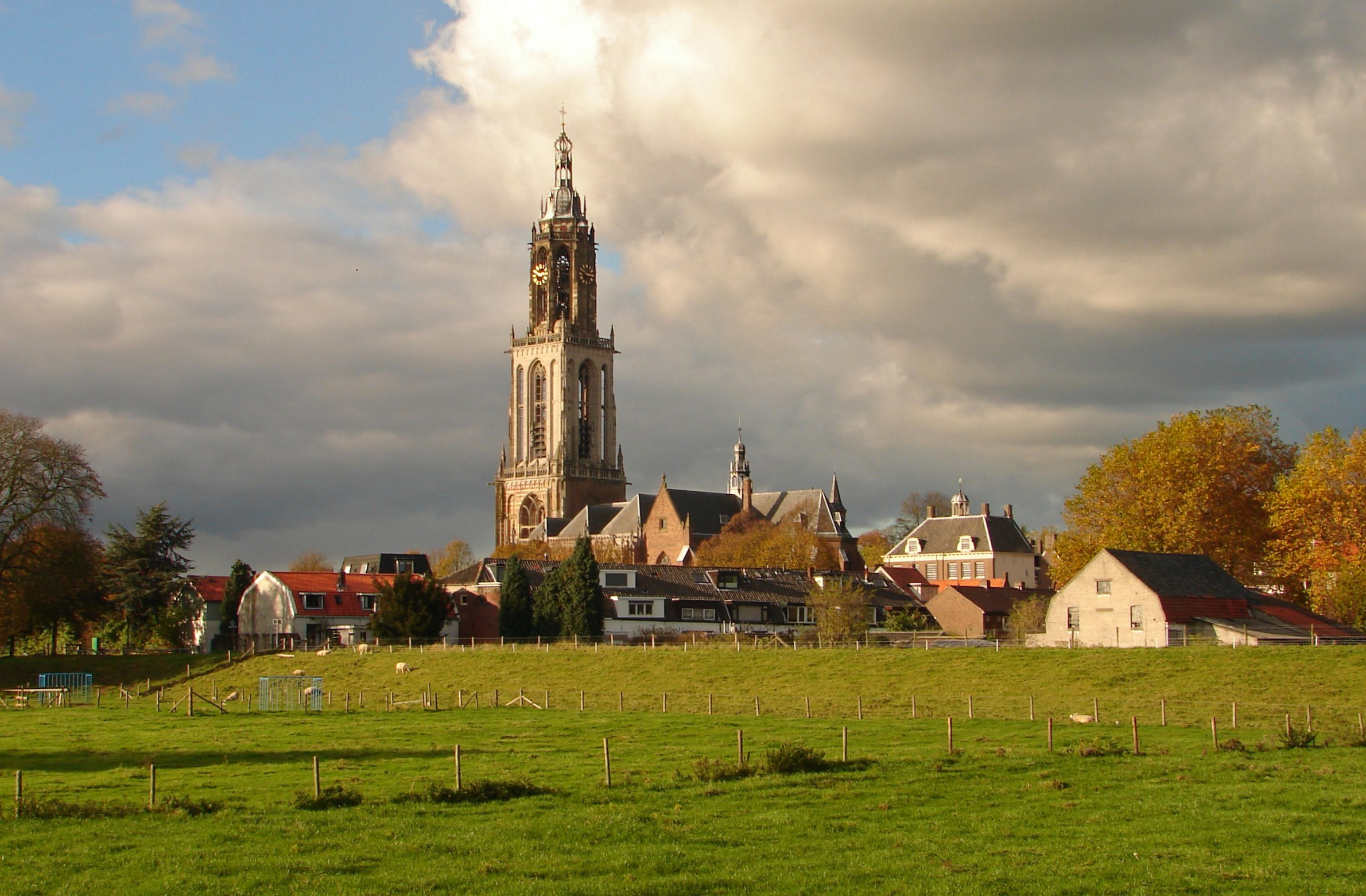
Rhenen, l'église : de Cunerakerk.
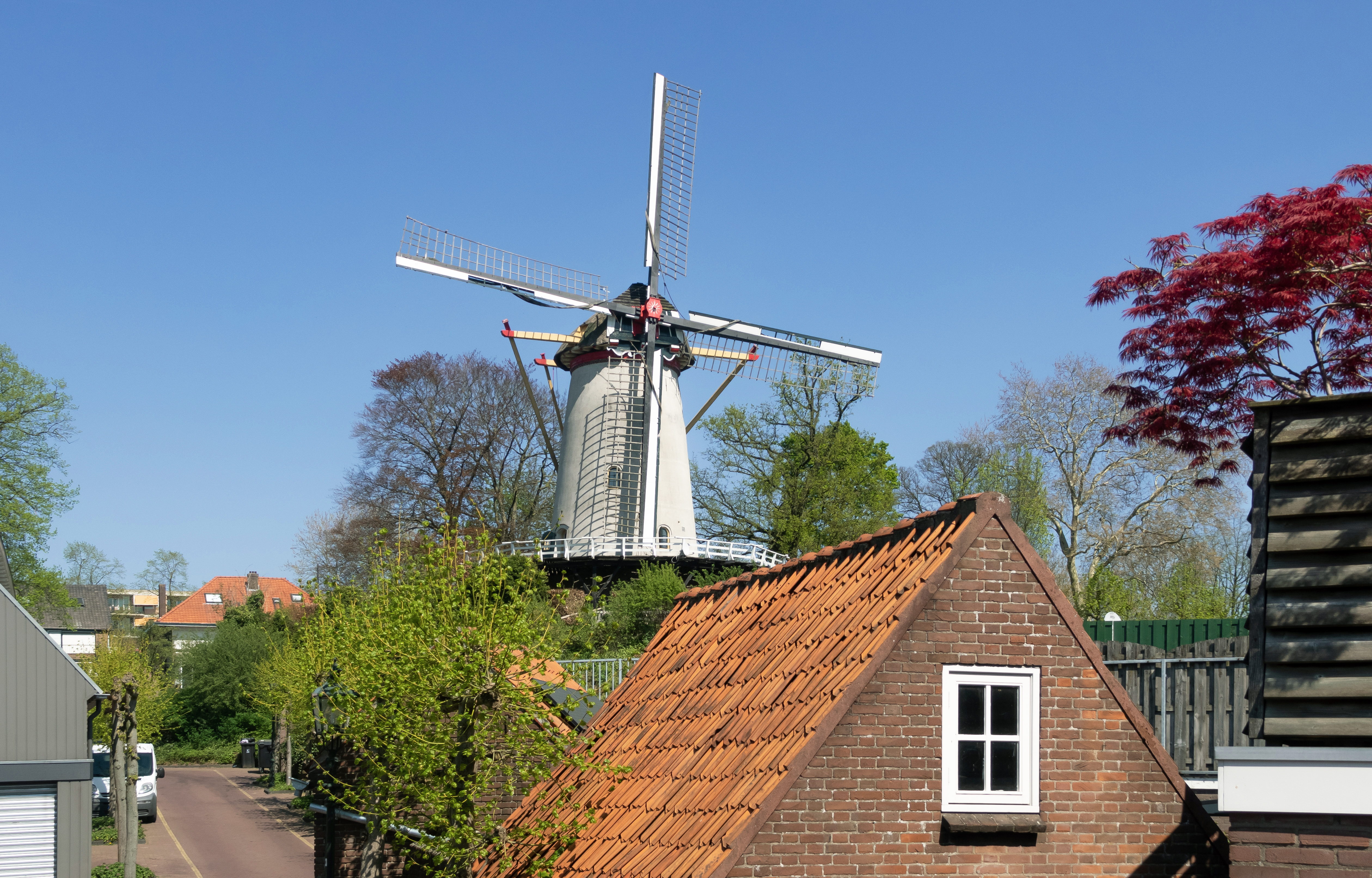
Rhenen, le moulin : de Binnenmolen.